# Лойціген
Лойціген (нім. Leuzigen) — громада  в Швейцарії в кантоні Берн, адміністративний округ Зееланд.

## Географія
Громада розташована на відстані близько 26 км на північ від Берна.
Лойціген має площу 10,3 км², з яких на 11,2% дозволяється будівництво (житлове та будівництво доріг), 45,7% використовуються в сільськогосподарських цілях, 39,8% зайнято лісами, 3,3% не є продуктивними (річки, льодовики або гори).

## Демографія
2019 року в громаді мешкало 1289 осіб (+8% порівняно з 2010 роком), іноземців було 6,5%. Густота населення становила 125 осіб/км².
За віковим діапазоном населення розподілялося таким чином: 22% — особи молодші 20 років, 57,6% — особи у віці 20—64 років, 20,3% — особи у віці 65 років та старші. Було 557 помешкань (у середньому 2,3 особи в помешканні).
Із загальної кількості 273 працюючих 96 було зайнятих в первинному секторі, 53 — в обробній промисловості, 124 — в галузі послуг.